# Friedrich Ach
Friedrich Ach (* 7. Februar 1948 in Fürth) ist ein deutscher Autor. Er schreibt hochdeutsche Prosa und Lyrik sowie ostfränkische Mundart und lebt in Nürnberg.

## Leben und Wirken
Ach veröffentlicht seit 1977. Gegenstand seiner Texte sind – meist humorvoll beschriebene – Alltagsgeschehnisse. Er ist Mitglied im Verband deutscher Schriftsteller (VS), in der Künstlervereinigung Erlenstegen (KVE), im Collegium Nürnberger Mundartdichter sowie im Arbeitskreis Mundart in der Kirche.

## Werke (in Auswahl)

### Alleinautor
- A weng wos vo Färth, Fürth, 2009
- A weng wos vom Färther Graffmargd, Rainer Ponkratz: 99 Photographien, Friedrich Ach: 99 Mundart-Texte, Fürth, 2012
- Wörterbuch der Nürnberger Mundarten und angrenzender Dialekte: Vo där Broadwoarschd biss zumm Schaifäla. Ein fränkisches ABC vom Essen und Trinken, Nürnberg 2008.
- Wider alle Jahre oder singt der Weihnachtsmann daneben; Widdär alli Joahr. Oddär: Sint där Weihnachdsmoo däneem. Nürnberg 2007.
- Herr Bayfuss & Herr Ell. Oder: Eine Regel mit kleinem „R“ Einhundertsechsundzwanzig kleine Geschichten und Texte über den curiosen Alltag der Herren Bayfuss & Ell. Nürnberg 2007.
- hoch ach tungsvoll, Gerabrunn 1981.
- a vambier in närnberch, Nürnberg 1981.

### Mitautor
- Nürnberger Zwetschgenmännla und Zwetschgenweibla. Nürnberg 2008, ISBN 978-3-927784-18-5.
- Fest neigmauärd wäi a Schdaa…. Nürnberg 2007.
- Empfänger am Klingelbrett nicht vorhanden. Nürnberg 2007.
- Nürnberger Weihnachten: Geschichte, Geschichten, Erzählungen, Texte, Gedichte, Sagen, Legenden, Märchen. Nürnberg 2005.

### Beiträge zu Anthologien
- Ausschauen. Schweinfurt 2000.
- Danach. Gerabronn / Crailshaim 1996.
- Vertraut und fremd. Gerabronn / Crailshaim 1995.
- Zeitenecho – Gegenwartstexte. Gerabronn / Crailshaim 1989.
- Unterwegs. Würzburg 1985 (Prosaanthologie).
- Der große Hunger heißt Liebe. Kulmbach 1981 (Lyrikanthologie).